# Amtsgericht Königsberg (Preußen)
Das Amtsgericht Königsberg (Preußen) war ein preußisches Amtsgericht mit Sitz in Königsberg (Preußen), Ostpreußen.

## Geschichte
Das königlich preußische Amtsgericht Königsberg (Preußen) wurde mit Wirkung zum 1. Oktober 1879 als eines von acht Amtsgerichten im Bezirk des Landgerichtes Königsberg im Bezirk des Oberlandesgerichtes Königsberg gebildet. Der Sitz des Gerichtes war Königsberg. Aufgehoben wurde das Kreisgericht Königsberg sowie das Stadtgericht Königsberg. Sein Gerichtsbezirk umfasste die Stadt Königsberg, den Kreis Königsberg und aus dem Kreis Fischhausen die Amtsbezirke Caporn, Condehnen, Cranz, Forst Fritzen, Goldschmiede, Grünhoff, Kirschnehnen, Kurisches Haff, Landkeim, Laptau, Medenau, Menicken, Michelau, Groß Mischen, Pluttwinnen, Pobethen, Regehnen, Rossitten, Rudau, Schugsten, Seefeld, Strobjehnen, Willgaiten, Wosegau, Woytnicken und Frisches Haff (Königsberger Teil) sowie aus dem Amtsbezirk Bludau die Forstschutzbezirke Margen und Bärwalde sowie Gut Bierbrüderkrug. Am Gericht bestanden 1888 15 Richterstellen. Das Amtsgericht war damit das größte Amtsgericht im Landgerichtsbezirk. Gerichtstage wurden in Cranz und Liska-Schaaken gehalten.
Im Jahre 1945 wurden der Amtsgerichtsbezirk unter sowjetische Verwaltung gestellt und die deutschen Einwohner vertrieben. Damit endete auch die Geschichte des Amtsgerichtes Königsberg (Preußen).

## Gebäude
Das Amtsgerichtsgebäude ist im Artikel »Land- und Amtsgericht (Königsberg)« beschrieben.

## Richter
- Franz Schlegelberger (1901 bis 1902)